# Fed Cup 2010 Zona Euro-Africana Gruppo I - Pool B
Il Gruppo B della zona Euro-Africana Group I nella Fed Cup 2010 è uno dei 4 gruppi in cui è suddiviso il Group I della zona Euro-Africana. Quattro squadre si sono scontrate nel formato round robin. (vedi anche Pool A, Pool C, Pool D)
|   | Pool B           | Svizzera (bandiera) | Romania (bandiera) | Croazia (bandiera) | Portogallo (bandiera) |
| 1 | Svizzera (3-0)   |                     | 2-1                | 3-0                | 3-0                   |
| 2 | Romania (2-1)    | 1-2                 |                    | 2-1                | 2-1                   |
| 3 | Croazia (1-2)    | 0-3                 | 1-2                |                    | 2-1                   |
| 4 | Portogallo (0-3) | 0-3                 | 1-2                | 1-2                |                       |

## Portogallo vs. Croazia
| Portogallo 1 | Complexo de Tenis do Jamor, Estadio National, Lisbona, Portogallo 3 febbraio 2010 cemento indoor | Complexo de Tenis do Jamor, Estadio National, Lisbona, Portogallo 3 febbraio 2010 cemento indoor | Croazia 2 |     |   |  |
| \| \| \| \| 1 \| 2 \| 3 \| \| \| - \| \| ----------------------------------------------------------------------------- \| --- \| --- \| - \| \| \| 1 \| \| Neuza Silva Ajla Tomljanović \| 6 7 \| 4 6 \| \| \| \| 2 \| \| Michelle Larcher de Brito Petra Martić \| 4 6 \| 1 6 \| \| \| \| 3 \| \| Michelle Larcher de Brito / Neuza Silva Jelena Kostanić Tošić / Silvia Njirić \| 7 5 \| 6 4 \| \| \| |                                                                                                  |                                                                                                  |           |     |   |  |
| |                                                                                                  |                                                                                                  | 1         | 2   | 3 |  |
| 1 | Portogallo (bandiera) · Croazia (bandiera)                                                       | Neuza Silva Ajla Tomljanović                                                                     | 6 7       | 4 6 |   |  |
| 2 | Portogallo (bandiera) · Croazia (bandiera)                                                       | Michelle Larcher de Brito Petra Martić                                                           | 4 6       | 1 6 |   |  |
| 3 | Portogallo (bandiera) · Croazia (bandiera)                                                       | Michelle Larcher de Brito / Neuza Silva Jelena Kostanić Tošić / Silvia Njirić                    | 7 5       | 6 4 |   |  |

## Romania vs. Svizzera
| Romania 1 | Complexo de Tenis do Jamor, Estadio National, Lisbona, Portogallo 3 febbraio 2010 cemento indoor | Complexo de Tenis do Jamor, Estadio National, Lisbona, Portogallo 3 febbraio 2010 cemento indoor | Svizzera 2 |     |     |  |
| \| \| \| \| 1 \| 2 \| 3 \| \| \| - \| \| ----------------------------------------------------------------- \| --- \| --- \| --- \| \| \| 1 \| \| Ioana Raluca Olaru Amra Sadiković \| 6 7 \| 7 5 \| 4 6 \| \| \| 2 \| \| Alexandra Dulgheru Patty Schnyder \| 3 6 \| 7 6 \| 6 0 \| \| \| 3 \| \| Simona Halep / Ioana Raluca Olaru Amra Sadiković / Patty Schnyder \| 6 7 \| 1 6 \| \| \| |                                                                                                  |                                                                                                  |            |     |     |  |
| |                                                                                                  |                                                                                                  | 1          | 2   | 3   |  |
| 1 | Romania (bandiera) · Svizzera (bandiera)                                                         | Ioana Raluca Olaru Amra Sadiković                                                                | 6 7        | 7 5 | 4 6 |  |
| 2 | Romania (bandiera) · Svizzera (bandiera)                                                         | Alexandra Dulgheru Patty Schnyder                                                                | 3 6        | 7 6 | 6 0 |  |
| 3 | Romania (bandiera) · Svizzera (bandiera)                                                         | Simona Halep / Ioana Raluca Olaru Amra Sadiković / Patty Schnyder                                | 6 7        | 1 6 |     |  |

## Romania vs. Croazia
| Romania 2 | Complexo de Tenis do Jamor, Estadio National, Lisbona, Portogallo 4 febbraio 2010 cemento indoor | Complexo de Tenis do Jamor, Estadio National, Lisbona, Portogallo 4 febbraio 2010 cemento indoor | Croazia 1 |     |     |  |
| \| \| \| \| 1 \| 2 \| 3 \| \| \| - \| \| ----------------------------------------------------------------- \| --- \| --- \| --- \| \| \| 1 \| \| Simona Halep Ajla Tomljanović \| 7 6 \| 1 6 \| 7 6 \| \| \| 2 \| \| Alexandra Dulgheru Petra Martić \| 3 6 \| 4 6 \| \| \| \| 3 \| \| Alexandra Dulgheru / Simona Halep Petra Martić / Ajla Tomljanović \| 5 7 \| 6 3 \| 6 4 \| \| |                                                                                                  |                                                                                                  |           |     |     |  |
| |                                                                                                  |                                                                                                  | 1         | 2   | 3   |  |
| 1 | Romania (bandiera) · Croazia (bandiera)                                                          | Simona Halep Ajla Tomljanović                                                                    | 7 6       | 1 6 | 7 6 |  |
| 2 | Romania (bandiera) · Croazia (bandiera)                                                          | Alexandra Dulgheru Petra Martić                                                                  | 3 6       | 4 6 |     |  |
| 3 | Romania (bandiera) · Croazia (bandiera)                                                          | Alexandra Dulgheru / Simona Halep Petra Martić / Ajla Tomljanović                                | 5 7       | 6 3 | 6 4 |  |

## Portogallo vs. Svizzera
| Portogallo 0 | Complexo de Tenis do Jamor, Estadio National, Lisbona, Portogallo 4 febbraio 2010 cemento indoor | Complexo de Tenis do Jamor, Estadio National, Lisbona, Portogallo 4 febbraio 2010 cemento indoor | Svizzera 3 |     |     |  |
| \| \| \| \| 1 \| 2 \| 3 \| \| \| - \| \| --------------------------------------------------------------------- \| --- \| --- \| --- \| \| \| 1 \| \| Neuza Silva Amra Sadiković \| 4 6 \| 1 6 \| \| \| \| 2 \| \| Michelle Larcher de Brito Patty Schnyder \| 2 6 \| 4 6 \| \| \| \| 3 \| \| Maria João Koehler / Frederica Piedade Amra Sadiković / Sarah Moundir \| 5 7 \| 7 5 \| 4 6 \| \| |                                                                                                  |                                                                                                  |            |     |     |  |
| |                                                                                                  |                                                                                                  | 1          | 2   | 3   |  |
| 1 | Portogallo (bandiera) · Svizzera (bandiera)                                                      | Neuza Silva Amra Sadiković                                                                       | 4 6        | 1 6 |     |  |
| 2 | Portogallo (bandiera) · Svizzera (bandiera)                                                      | Michelle Larcher de Brito Patty Schnyder                                                         | 2 6        | 4 6 |     |  |
| 3 | Portogallo (bandiera) · Svizzera (bandiera)                                                      | Maria João Koehler / Frederica Piedade Amra Sadiković / Sarah Moundir                            | 5 7        | 7 5 | 4 6 |  |

## Svizzera vs. Croazia
| Svizzera 3 | Complexo de Tenis do Jamor, Estadio National, Lisbona, Portogallo 5 febbraio 2010 cemento indoor | Complexo de Tenis do Jamor, Estadio National, Lisbona, Portogallo 5 febbraio 2010 cemento indoor | Croazia 0 |     |      |        |
| \| \| \| \| 1 \| 2 \| 3 \| \| \| - \| \| --------------------------------------------------------------- \| ---- \| --- \| ---- \| ------ \| \| 1 \| \| Amra Sadiković Silvia Njirić \| 7 63 \| 6 1 \| \| \| \| 2 \| \| Patty Schnyder Petra Martić \| 6 2 \| 4 6 \| 7 60 \| \| \| 3 \| \| Sarah Moundir / Patty Schnyder Silvia Njirić / Ajla Tomljanović \| 2 1 \| \| \| ritiro \| |                                                                                                  |                                                                                                  |           |     |      |        |
| |                                                                                                  |                                                                                                  | 1         | 2   | 3    |        |
| 1 | Svizzera (bandiera) · Croazia (bandiera)                                                         | Amra Sadiković Silvia Njirić                                                                     | 7 63      | 6 1 |      |        |
| 2 | Svizzera (bandiera) · Croazia (bandiera)                                                         | Patty Schnyder Petra Martić                                                                      | 6 2       | 4 6 | 7 60 |        |
| 3 | Svizzera (bandiera) · Croazia (bandiera)                                                         | Sarah Moundir / Patty Schnyder Silvia Njirić / Ajla Tomljanović                                  | 2 1       |     |      | ritiro |

## Portogallo vs. Romania
| Portogallo 1 | Complexo de Tenis do Jamor, Estadio National, Lisbona, Portogallo 5 febbraio 2010 cemento indoor | Complexo de Tenis do Jamor, Estadio National, Lisbona, Portogallo 5 febbraio 2010 cemento indoor | Romania 2 |     |     |  |
| \| \| \| \| 1 \| 2 \| 3 \| \| \| - \| \| ---------------------------------------------------------- \| --- \| --- \| --- \| \| \| 1 \| \| Maria João Koehler Simona Halep \| 4 6 \| 1 6 \| \| \| \| 2 \| \| Michelle Larcher de Brito Alexandra Dulgheru \| 0 6 \| 7 5 \| 2 6 \| \| \| 3 \| \| Maria João Koehler / Neuza Silva Simona Halep / Irina Begu \| 7 5 \| 7 5 \| \| \| |                                                                                                  |                                                                                                  |           |     |     |  |
| |                                                                                                  |                                                                                                  | 1         | 2   | 3   |  |
| 1 | Portogallo (bandiera) · Romania (bandiera)                                                       | Maria João Koehler Simona Halep                                                                  | 4 6       | 1 6 |     |  |
| 2 | Portogallo (bandiera) · Romania (bandiera)                                                       | Michelle Larcher de Brito Alexandra Dulgheru                                                     | 0 6       | 7 5 | 2 6 |  |
| 3 | Portogallo (bandiera) · Romania (bandiera)                                                       | Maria João Koehler / Neuza Silva Simona Halep / Irina Begu                                       | 7 5       | 7 5 |     |  |